# Цона И. Н. И. - П. И. П. Конзортиле (Торино)
Цона И. Н. И. - П. И. П. Конзортиле је насеље у Италији у округу Торино, региону Пијемонт.
Према процени из 2011. у насељу је живело 13 становника. Насеље се налази на надморској висини од 336 м.